# Elecciones generales de Antigua y Barbuda de 2009
Las elecciones generales de Antigua y Barbuda de 2009 tuvieron lugar el 12 de marzo del mencionado año con el objetivo de renovar los diecisiete escaños de la Cámara de Representantes, en base a cuya composición se integró el Senado, configurando el Parlamento de Antigua y Barbuda para el período 2009-2014. Fueron las sextas elecciones desde la independencia de Antigua y Barbuda, así como las decimocuartas elecciones regulares de la historia antiguana y las decimoterceras bajo sufragio universal.
Una serie de crímenes violentos en el año 2008 en el marco de un alza en la delincuencia motivó que las cuestiones de seguridad dominaran la campaña electoral. El gobierno de Baldwin Spencer, del Partido Progresista Unido (UPP), defendió su historial de cinco años en el gobierno y se comprometió a una mayor inversión en empresas públicas. El opositor Partido Laborista de Antigua (ALP), liderado por el ex primer ministro Lester Bird, prometió volver a abolir el impuesto sobre la renta (que había sido reintroducido por Spencer) y criticó el disparo de la criminalidad durante el año previo a las elecciones. Bird prometió que renunciaría como líder del ALP si el partido volvía a perder. Las elecciones también estuvieron signadas por un escándalo de fraude que involucró a dos bancos propiedad de Allen Stanford, banquero nacido en Estados Unidos y mayor empleador privado del archipiélago, luego de que el gobierno estadounidense lo acusara de tergiversar la seguridad y liquidez de los certificados de depósito no asegurados.
Las elecciones vieron al UPP obtener una ajustada victoria con el 50,95% de los votos válidamente emitidos y 9 escaños, el mínimo requerido para conservar la mayoría absoluta en la Cámara de Representantes y perdiendo tres escaños respecto a las anteriores elecciones. El ALP obtuvo un 47,16% de los votos y 7 escaños, mientras que el propio Bird retornó al Parlamento en su circunscripción de St. John's Rural East luego de haber perdido su escaño en 2004, derrotando al impopular Ministro de Finanzas Errol Cort. Fue la primera vez en la historia del país (y hasta la fecha la única) que el ALP perdía dos elecciones consecutivas, pero la mayoría del UPP fue la más reducida hasta el momento. El escaño restante fue para el Movimiento Popular de Barbuda (BPM), aliado del gobierno y liderado por Trevor Walker, que retuvo el escaño de Barbuda por tan solo un voto frente a Arthur Nibbs (del ALP). La participación fue del 80,27% del electorado registrado.
Aunque la organización del proceso electoral generó algunas críticas de observadores internacionales por lentitudes en el proceso de votación, en general las elecciones fueron consideradas razonablemente libres y justas. Spencer fue juramentado para un segundo mandato como primer ministro el 13 de marzo. No obstante, el ALP presentó impugnaciones en cuatro circunscripciones (incluyendo la de Spencer), citando irregularidades. Aunque obtuvo una sentencia favorable del Tribunal Superior en marzo de 2010 que anulaba el resultado, una apelación del UPP suspendió el fallo. Finalmente, la postura del gobierno prevaleció en la Corte de Apelaciones del Caribe Oriental, manteniendo el resultado. Bird no reconoció su derrota y no cumplió su promesa de dimitir como líder del ALP, pero en 2012 perdió una votación de liderazgo ante Gaston Browne, parlamentario por St. John's City West, que reformaría el ALP como «Partido Laborista de Antigua y Barbuda» antes de las siguientes elecciones. Como resultado, las elecciones de 2009 fueron las últimas en las que el ALP compitió liderado por un miembro de la dinastía Bird.

## Contexto
Las elecciones de 2004 dieron la victoria al Partido Progresista Unido, liderado por Baldwin Spencer, que desbancó del poder al Partido Laborista de Antigua, después de veintiocho años de gobierno de la dinastía encarnada por Vere Bird (hasta 1994) y su hijo Lester Bird, constituyendo la segunda derrota del ALP en su historia y el primer cambio de gobierno desde la independencia en 1981. Aunque contaba con una cómoda mayoría propia, el UPP formó una coalición de gobierno con el Movimiento Popular de Barbuda, de Trevor Walker, que se convirtió en el primer dirigente barbudense en asumir una cartera ministerial. El gobierno de Spencer asumió con la promesa de combatir la corrupción endémica percibida en el régimen de Bird, así como revitalizar la economía, deteriorada por la creciente deuda externa y el déficit de cuentas corrientes del país había provocado una desaceleración de la inversión extranjera directa, deteriorada además por la imagen de la administración del ALP como poco confiable. Los primeros años del nuevo gobierno estuvieron abocados en atender esta cuestión.
A pesar de las promesas de Spencer y de la relativa recuperación en los primeros años, muchas de las dificultades económicas se intensificaron y las denuncias de corrupción continuaron. El clima previo a las elecciones de 2009 se caracterizó por un aumento inusual de las tensiones políticas en el país. En 2007, junto al resto de las Indias Occidentales, Antigua fue anfitriona de la Copa Mundial de Críquet de 2007, para la cual se inauguró el nuevo  Estadio Sir Vivian Richards. El hecho de que el estadio resultara inadecuado para el partido a disputarse y tuviera que trasladarse al antiguo estadio resultó en una humillación pública para el gobierno, lo que resultó en acusaciones cruzadas entre ambos partidos por la responsabilidad en el fracaso. Sin embargo, el primer mandato de Spencer también vio algunos avances en política social, y llegó al final de su mandato con una serie de triunfos diplomáticos. Prevaleció en una importante disputa comercial con Estados Unidos, cuando la Organización Mundial del Comercio dictaminó que las restricciones estadounidenses dirigidas a la industria del juego en línea de Antigua y Barbuda violaban el derecho internacional, y llevó al país a presidir del Grupo de los 77.
El año 2009 comenzó con el estallido de la recesión económica global, que llevó a la administración estadounidense de Barack Obama a restringir ciertos tipos de banca offshore. En febrero, un mes antes de las elecciones, se reveló que la Comisión de Valores y Bolsa de los Estados Unidos estaba investigando a Sir Allen Stanford, un empresario de Texas con negocios en Antigua, por sospechas de dirigir un esquema de inversión fraudulenta. Se esperaba que las nuevas condiciones globales afectaran al archipiélago, con efectos consecuentes en las condiciones sociales y la delincuencia en las islas. Efectivamente, los años previos a los comicios vieron un aumento de la delincuencia armada en las islas, mientras que se reportaron casos de brutalidad policial y se agravó la problemática de la población carcelaria. La Her Majesty's Prison, única institución carcelaria del país, tenía un total de 295 reclusos en 2008, distribuidos en 122 celdas. El alza de la delincuencia, en conjunto con la recesión económica global, afectó severamente la industria turística antiguana.
Varios actores expresaron preocupación sobre la preparación de la Comisión Electoral de Antigua y Barbuda (ABEC) para celebrar las elecciones en marzo de 2009, y la precisión del nuevo registro de votantes. A pesar de un aumento notable en el número de votantes registrados, especialmente jóvenes, figuras de la oposición cuestionaron la integridad del proceso y la precisión de la lista de votantes. La ABEC admitió problemas, incluyendo un aumento en el número de registros tardíos, lo que creó un cuello de botella administrativo en los meses previos a las elecciones. Aunque la Comisión se declaró lista para llevar a cabo las elecciones, problemas no resueltos contribuyeron a una situación de falta de preparación.

## Sistema electoral
| Mapa                       | Circunscripción        | Parlamentarios | Parlamentarios | Parlamentarios |
| -------------------------- | ---------------------- | -------------- | -------------- | -------------- |
|                            | St. John's City West   | Gaston Browne  |                | ALP            |
| St. John's City East       | Harold Lovell          |                | UPP            |                |
| St. John's City South      | Steadroy Benjamin      |                | ALP            |                |
| St. John's Rural West      | Baldwin Spencer        |                | UPP            |                |
| St. John's Rural South     | Winston Williams       |                | UPP            |                |
| St. John's Rural East      | Errol Cort             |                | UPP            |                |
| St. John's Rural North     | Hubert Maginley        |                | UPP            |                |
| St. Mary's North           | Bernard Joseph         |                | UPP            |                |
| St. Mary's South           | Hilson Baptiste        |                | UPP            |                |
| All Saints East & St. Luke | Charlesworth T. Samuel |                | UPP            |                |
| All Saints West            | Lorencezo Codrington   |                | UPP            |                |
| St. George                 | Jacqui Quinn-Leandro   |                | UPP            |                |
| St. Peter                  | Asot Michael           |                | ALP            |                |
| St. Philip North           | Robin Yearwood         |                | ALP            |                |
| St. Philip South           | Wilmoth Daniel         |                | UPP            |                |
| St. Paul                   | Eleston Adams          |                | UPP            |                |
| Barbuda                    | Trevor Walker          |                | BPM            |                |

Las elecciones se realizaron bajo el texto constitucional de 1981 y la Ley de Representación del Pueblo del 31 de octubre de 1975, con las reformas a la misma sancionadas en 2001 y 2002 y administradas por la Comisión Electoral de Antigua y Barbuda. Bajo este marco constitucional, Antigua y Barbuda era una monarquía constitucional dentro de la Mancomunidad de Naciones con un sistema parlamentario basado en el modelo Westminster. La reina Isabel II era la Reina de Antigua y Barbuda y jefa de estado ceremonial, representada localmente por el Gobernador General Wilfred E. Jacobs, mientras que el jefe de gobierno y titular efectivo del poder ejecutivo recaía en la figura de un primer ministro sometido a la confianza del Parlamento bicameral compuesto por la Cámara de Representantes elegida por voto popular mediante escrutinio mayoritario uninominal para un mandato máximo de cinco años y un Senado designado en base a los resultados de las elecciones de la Cámara.
La Cámara de Representantes se compone de diecisiete escaños elegidos por escrutinio mayoritario uninominal. El país se encuentra dividido en diecisiete circunscripciones, cada una de las cuales está representada por un miembro del Parlamento elegido por simple mayoría de votos. El partido o grupo político que logre sumar una mayoría de al menos nueve de los diecisiete escaños forma gobierno y designa al primer ministro, mientras que el líder del partido con más escaños que no forme parte del gobierno ocupa el cargo de líder de la Oposición. El Senado, por su parte, se compone también de diecisiete escaños enteramente designados por el Gobernador General en representación del monarca y siguiendo determinados consejos. Diez senadores se designan por consejo del primer ministro, cuatro por consejo del líder de la Oposición y tres en representación de Barbuda, designados a la razón de uno por consejo del primer ministro, uno por el Consejo de Barbuda y otro a discreción del Gobernador General.
Todos los ciudadanos de la Mancomunidad de Naciones de al menos dieciocho años de edad que posean los requisitos de residencia o domicilio tienen derecho a votar en las elecciones a la Cámara de Representantes. Por su parte, los ciudadanos que tengan al menos veintiún años de edad, hayan residido en el país durante un mínimo de doce meses inmediatamente anteriores al día de la nominación y sean capaces de hablar y leer el idioma inglés con fluidez suficiente para permitirles participar activamente en los procedimientos parlamentarios están calificados para convertirse en miembros del Parlamento. Están inhabilitadas las personas que deban lealtad a un Estado extranjero, los que tengan una quiebra sin liberal, las personas declaradas mentalmente insanas, condenadas a muerte o prisión por un período de al menos doce meses, y aquellos relacionados con delitos electorales o culpables de ciertos delitos dentro de los diez años anteriores. El mandato parlamentario es incompatible con determinados cargos públicos, responsabilidades electorales y el cargo de ministro de religión.

## Partidos contendientes

### Partido Progresista Unido
En general, el Partido Progresista Unido llegó al final del mandato parlamentario con su liderazgo centralizado en el primer ministro Baldwin Spencer, y este fue fácilmente reelegido como líder político sin oposición en su convención bianual en 2007. Una facción disidente con la conducción de Spencer se separó directamente del partido, acusando a su liderazgo de ser «corrupto y dictatorial». Esta escisión fundó la Organización para el Desarrollo Nacional (OND), que disputaría las elecciones por separado. Como en todas las elecciones desde su fundación, el UPP reafirmó su coalición con el Movimiento Popular de Barbuda, liderado por Trevor Walker, en lugar de disputar el escaño barbudense por sí mismo.

### Partido Laborista de Antigua
El Partido Laborista de Antigua experimentó una serie de fricciones internas después de su derrota. Como su líder, Lester Bird, había perdido su escaño parlamentario, Robin Yearwood había asumido el cargo de líder de la Oposición en la Cámara de Representantes. En 2005, Yearwood, Bird y Hugh Marshall Sr. fueron acusados de venta ilegal de tierras mientras estaban en el gobierno, y la administración del UPP alegó que la propiedad del gobierno había sido vendida a una empresa propiedad de los tres a un valor inferior al de mercado. El caso judicial causó una disputa interna en el ALP, y Yearwood fue acusado de operar en contra del liderazgo de Bird. El 5 de enero de 2006, tras la publicación de una carta de Bird en la que acusaba a Yearwood de haber «fomentado la discordia dentro del partido», los otros tres parlamentarios del ALP le retiraron su apoyo, resultando en su destitución como líder de la Oposición y su reemplazo por Benjamin Steadroy. Fue la primera y única vez en la historia parlamentaria de Antigua y Barbuda que un líder de la Oposición fue depuesto por medio de un voto parlamentario de no confianza.
En la convención partidaria del ALP en abril del mismo año, Bird fue reelegido como líder político. Sin embargo, enfrentó un sorpresivo desafío por parte del parlamentario por St. John's City West Gaston Browne, que se postuló con una plataforma crítica con el continuo liderazgo de la familia Bird sobre el partido. Aunque Bird prevaleció como líder, su hermano, Vere Bird Jr., fracasó en ser reelecto como presidente, perdiendo el cargo ante Molwyn Joseph por 164 contra 108, y fue relegado de la política antiguana después de décadas, evidenciando un considerable debilitamiento del control que la dinastía Bird tenía sobre el ALP estando este fuera del poder. A pesar de las disputas internas, Bird buscó preservar la unidad del ALP después de la convención y de cara a las inminentes elecciones. Tanto Browne como Yearwood volvieron a ser candidatos en sus circunscripciones.

## Campaña
Consciente de que enfrentaba un escenario electoral complejo, el Partido Progresista Unido realizó una campaña agresiva para defender su historial de gobierno, describiendo la elección como una «batalla para defender la nación» después de haberla «rescatado» del régimen de la dinastía Bird en las anteriores elecciones, mientras que fue deliberadamente vago en cuestiones de seguridad. Destacó en su desempeño económico la reducción de la relación deuda/PBI, así como su historial legislativo con la aprobación de medidas que aliviaban la pobreza y facilitaban la defensa del país contra amenazas internas y externas. Su manifiesto, titulado «Right Track, Right Direction» (del inglés: «Camino correcto, dirección correcta»), se enfocó en prometer la creación de una «democracia económica». Con ese fin, propuso un programa de desinversión para varias empresas de servicios públicos que anteriormente eran de propiedad pública, incluidas la Autoridad Portuaria y Aeroportuaria, la Compañía Estatal de Seguros, Telecomunicaciones y proveedores de energía. El UPP también propuso la creación de un «Servicio Nacional Juvenil», una forma de servicio voluntario por el cual los adolescentes podrían realizar alguna forma de servicio militar, civil, ambiental o social a Antigua y Barbuda a cambio de un estipendio y créditos educativos para financiar su educación terciaria. El UPP dedicó parte de su manifiesto a atacar al ALP, resaltando el fracaso de este último para cumplir sus promesas durante sus veintiocho años anteriores al frente del gobierno, recordando los peores aspectos de la corrupción y el autoritarismo en el régimen de los Bird, y admitiendo que todo eso regresaría con un triunfo del ALP.
El Partido Laborista de Antigua, por su parte, centró la mayor parte de su discurso en atacar la gestión del UPP, acusándola de ser incompetente y poco confiable. Su manifiesto se tituló «Providing Safety and Prosperity» (del inglés: («Brindando Seguridad y Prosperidad») y enfatizaba el miedo a la delincuencia en la isla, afirmando que los delitos con armas de fuego habían aumentado un 233% y que combatiría el problema aumentando el reclutamiento e incentivos policiales (proponiendo mejores salarios, acceso a tierras y préstamos para construir viviendas para los policías, así como seguros para operaciones de alto riesgo), estableciendo la vigilancia por CCTV en Saint John y establecer un laboratorio forense de crímenes y un sistema informático para la integración y análisis criminalístico. También se comprometió a «eliminar los impuestos gravosos», revisando el impuesto sobre las ventas, rechazando el impuesto a la renta personal y reduciendo el impuesto corporativo. Prometió un «paquete de estímulo económico» que incluiría mayores beneficios para los trabajadores y pensionados del sector público, 2.000 USD comunitarios por cada recién nacido elegible y una mayor inversión en educación, incluida la construcción de una nueva «Universidad de Antigua y Barbuda». El ALP prometió a abordar las necesidades de los grupos vulnerables de la sociedad la creación de oportunidades de empleo para personas con discapacidad en los ministerios gubernamentales, firmar la Convención Internacional sobre los Derechos de las Personas con Discapacidad y asegurar la atención a las necesidades de comunicación de las personas sordas o con problemas de audición.
En Barbuda se replicó la contienda de las anteriores elecciones: el parlamentario Trevor Walker del Movimiento Popular de Barbuda, aliado del UPP y ministro en el gobierno de Spencer, enfrentó a Arthur Nibbs, cuyo partido (el Movimiento Popular por el Cambio de Barbuda) se había fusionado oficialmente con el ALP. Walker presentó un manifiesto, titulado «Gateway to the Future» (del inglés: «Puerta al Futuro»), en el cual aludía a un informe de la Mancomunidad de Naciones que, según el BPM, respaldaba los derechos territoriales de los barbudenses y su derecho a resistirse al desarrollo sin consentimiento. Walker destacó como positiva su relación de trabajo con el gobierno de Spencer y reafirmó al alianza del BPM con el UPP. De cara a un nuevo mandato, prometió trabajar con el gobierno central de Antigua para conseguir mejoras en la infraestructura en Barbuda, incluyendo la ampliación de las instalaciones aeroportuarias, la construcción de un puerto de entrada exclusivo, mejores carreteras y mejoras en los servicios públicos. El manifiesto del BPM también hacía alusión negativa al período del ALP, recordando lo negativa que había sido la relación del gobierno central antiguano con el Consejo de Barbuda mientras los laboristas estaban en el poder.
La campaña se vio caracterizada por ataques negativos y acusaciones mutuas entre los partidos. El ALP utilizó carteles con la palabra "CORUPPTION" («Corrupción») en letras grandes, y acusaciones personalizadas contra figuras del partido gobernante. El UPP adoptó tácticas igualmente negativas, dedicando una sección de su sitio web de campaña a una encuesta que invitaba a los visitantes a elegir el «peor momento de la campaña del ALP». Hubo incidentes reportados de lanzamiento de piedras y destrucción de material de campaña por parte de miembros de ambos partidos, y dos oficinas del ALP fueron incendiadas. Aunque no se reportaron eventos de violencia donde personas resultaran heridas, los reportes de prensa expresaron su preocupación por el lenguaje violento y la difamación mediática entre partidos.

## Resultados

### Nivel general
Los resultados finales fueron anunciados por la Comisión Electoral el 13 de marzo, el día después de los comicios. El UPP del primer ministro Baldwin Spencer logró una ajustada victoria con el 50,95% de los votos válidamente emitidos y nueve escaños parlamentarios, exactamente lo requerido para conservar una mayoría absoluta en la Cámara de Representantes. El ALP de Lester Bird logró el 47,16% de los votos y siete escaños, la primera vez en toda su historia que el partido perdía dos elecciones consecutivas, pero experimentando una notoria recuperación. Bird mismo recuperó el escaño de St. John's Rural East, que había perdido en los anteriores comicios, permitiéndole asumir como líder de la Oposición en el Parlamento. La elección en Barbuda fue tan ajustada como la de 2004. Trevor Walker retuvo el escaño con 474 votos contra 473 de Arthur Nibbs, que esta vez competía como candidato del ALP, lo más cerca que habían estado los laboristas de ganar en Barbuda desde 1965. El voto popular fue el más estrecho en una elección de Antigua y Barbuda desde 1976 y no sería superado hasta 2023, mientras que la cantidad de escaños obtenida por el ALP se mantiene hasta la fecha como la mayor lograda por un partido que no resultó ganador.
A nivel territorial, el UPP perdió tres escaños donde había roto largas hegemonías del ALP en las anteriores elecciones: St. John's City East, St. Mary's North y St. John's Rural South. El mejor desempeño para el oficialismo fue en St. Philip South, donde Wilmoth S. Daniel logró el 68,04% de los votos, mientras que el ALP logró su mejor resultado en St. Peter, con un 63,24%. Joanne Massiah del UPP y Maureen Payne-Hyman del ALP, ambas mujeres y candidatas derrotadas en dichas circunscripciones, fueron las postulantes con peor desempeño para los principales partidos, con un 36,76% y un 31,96% respectivamente. Además de tratarse de la mayoría más estrecha de la historia democrática antiguana, algunos de los triunfos tanto del UPP como del ALP fueron muy ajustados, por lo que algunas variaciones podrían haber modificado el resultado.
|  | 50.95 % |

|  | 47.16 % |

|  | 1.14 % |

|  | 0.29 % |

|  | 0.47 % |

|  | 99.52 % |

|  | 0.48 % |

|  | 100.00 % |

|  | 80.27 % |

### Resultado por isla
| Isla    | UPP          | UPP          | UPP          | ALP    | ALP    | ALP     | OND          | OND          | OND          | BPM          | BPM          | BPM          | Ind.         | Ind.         | Ind.         | Votos válidos | Votos válidos | Blancos/Anulados | Blancos/Anulados | Participación | Participación |
| Isla    | Votos        | %            | Escaños      | Votos  | %      | Escaños | Votos        | %            | Escaños      | Votos        | %            | Escaños      | Votos        | %            | Escaños      | Votos         | %             | Votos            | %                | Votos         | %             |
| ------- | ------------ | ------------ | ------------ | ------ | ------ | ------- | ------------ | ------------ | ------------ | ------------ | ------------ | ------------ | ------------ | ------------ | ------------ | ------------- | ------------- | ---------------- | ---------------- | ------------- | ------------- |
| Antigua | 21.239       | 52,14%       | 9            | 19.184 | 47,09% | 7       | 119          | 0,29%        | —            | No participó | No participó | No participó | 196          | 0,48%        | —            | 41.134        | 98,20%        | 196              | 1,80%            | 51.099        | 81,97%        |
| Barbuda | No participó | No participó | No participó | 473    | 49,95% | —       | No participó | No participó | No participó | 474          | 50,05%       | 1            | No participó | No participó | No participó | 947           | 99,63%        | 5                | 0,53%            | 1.084         | 87.82%        |
| Total   | 21.239       | 50,95%       | 9            | 19.657 | 47,16% | 7       | 119          | 0,29%        | 0            | 474          | 1,14%        | 1            | 196          | 0,47%        | 0            | 41.685        | 99,54%        | 201              | 0,48%            | 52.183        | 80,27%        |

### Resultados por circunscripción
|  | 54.97 % |

|  | 45.03 % |

|  | 99.32 % |

|  | 0.68 % |

|  | 100.00 % |

|  | 82.37 % |

|  | 56.15 % |

|  | 43.85 % |

|  | 99.06 % |

|  | 0.94 % |

|  | 100.00 % |

|  | 80.05 % |

|  | 56.01 % |

|  | 43.31 % |

|  | 0.69 % |

|  | 99.05 % |

|  | 0.95 % |

|  | 100.00 % |

|  | 79.56 % |

|  | 56.31 % |

|  | 43.69 % |

|  | 99.78 % |

|  | 0.22 % |

|  | 100.00 % |

|  | 80.48 % |

|  | 51.57 % |

|  | 48.43 % |

|  | 99.70 % |

|  | 0.30 % |

|  | 100.00 % |

|  | 76.36 % |

|  | 50.26 % |

|  | 47.77 % |

|  | 1.97 % |

|  | 99.77 % |

|  | 0.23 % |

|  | 100.00 % |

|  | 80.18 % |

|  | 51.88 % |

|  | 48.12 % |

|  | 99.68 % |

|  | 0.32 % |

|  | 100.00 % |

|  | 79.03 % |

|  | 50.01 % |

|  | 49.42 % |

|  | 0.57 % |

|  | 99.52 % |

|  | 0.48 % |

|  | 100.00 % |

|  | 77.82 % |

|  | 58.50 % |

|  | 40.83 % |

|  | 0.66 % |

|  | 99.56 % |

|  | 0.44 % |

|  | 100.00 % |

|  | 83.32 % |

|  | 66.36 % |

|  | 32.87 % |

|  | 0.76 % |

|  | 99.71 % |

|  | 0.29 % |

|  | 100.00 % |

|  | 79.87 % |

|  | 59.11 % |

|  | 39.15 % |

|  | 1.74 % |

|  | 99.38 % |

|  | 0.62 % |

|  | 100.00 % |

|  | 79.27 % |

|  | 57.24 % |

|  | 42.76 % |

|  | 99.43 % |

|  | 0.57 % |

|  | 100.00 % |

|  | 79.02 % |

|  | 63.24 % |

|  | 36.76 % |

|  | 99.80 % |

|  | 0.20 % |

|  | 100.00 % |

|  | 81.64 % |

|  | 58.32 % |

|  | 41.68 % |

|  | 98.12 % |

|  | 1.88 % |

|  | 100.00 % |

|  | 85.06 % |

|  | 68.04 % |

|  | 31.96 % |

|  | 99.39 % |

|  | 0.61 % |

|  | 100.00 % |

|  | 84.40 % |

|  | 49.31 % |

|  | 45.65 % |

|  | 3.73 % |

|  | 1.26 % |

|  | 99.76 % |

|  | 0.24 % |

|  | 100.00 % |

|  | 81.10 % |

|  | 50.05 % |

|  | 49.95 % |

|  | 99.47 % |

|  | 0.53 % |

|  | 100.00 % |

|  | 87.82 % |

## Consecuencias
Spencer fue juramentado para un segundo mandato como primer ministro el mismo día que se constataron los resultados. Bird y la dirigencia del ALP expresaron tempranamente su descontento con el desarrollo de las elecciones, alegando que muchos antiguanos podrían haber sido privados de su derecho al voto debido a los retrasos en seis circunscripciones y que, por lo tanto, no podían reconocer el resultado. Las críticas a la Comisión Electoral continuaron durante las semanas posteriores a las elecciones y un miembro de la Comisión, el obispo Ewing Dorsett, renunció.
El 21 de marzo, la ALP presentó peticiones ante el Tribunal Superior para anular los resultados en cuatro distritos electorales en los que creía que se había manipulado la votación. Señaló una cifra de participación inusualmente alta en el distrito electoral del primer ministro Spencer a pesar de que la votación comenzó tarde. El 31 de marzo de 2010, un juez del Tribunal Superior de Antigua y Barbuda anuló los resultados electorales de tres de los cuatro escaños, lo que hubiera puesto en duda la continuidad del gobierno del UPP. Sin embargo, el oficialismo apeló la sentencia y consiguió su suspensión. El 24 de octubre de 2010, la Corte de Apelaciones de la Corte Suprema del Caribe Oriental anuló la decisión judicial.
El 22 de abril, el candidato derrotado del UPP en St. John's City West, Colin Derrick, desafió a la Comisión Electoral a responder a una solicitud de información sobre lo que consideraba una «grave inscripción ilegal contenida en el actual Registro de Electores publicado», que afirmaba contenía los nombres de muchos electores que habían solicitado la inscripción en base a una residencia de tres años en Antigua y Barbuda, pero cuya residencia no pudo ser confirmada por el registro apropiado en su pasaporte. Derrick alegó que, para tales electores, los recibos de pago de deudas por parte del departamento de inmigración fueron aceptados incorrectamente como evidencia de residencia, cuando de hecho los solicitantes no tenían derecho legal a convertirse en votantes registrados. Gerald Watt, presidente de la Comisión Electoral, respondió a estas y otras críticas el 23 de abril, alegando que las elecciones, con la excepción de los retrasos en algunas circunscripciones, se habían llevado a cabo con éxito, pero que "se difundió sistemáticamente información errónea y propaganda general" en plataformas políticas y en conferencias de prensa previas a las votaciones, especialmente por el presidente del UPP, con la intención de socavar la Comisión Electoral, desviar hacia ella críticas que deberían haber sido dirigidas al gobierno, y acusó al UPP de tratar a la Comisión Electoral como «otro departamento gubernamental».